# Le Violoncelliste de Sarajevo

Le Violoncelliste de Sarajevo (en anglais The Cellist of Sarajevo) est le troisième roman de l'écrivain canadien Steven Galloway. Publié en 2008, il a été très applaudi par la critique, avec des commentaires dithyrambiques dans The Guardian ("Un travail d'experts") et d'auteurs tels que J. M. Coetzee ("Une histoire passionnante") ou Khaled Hosseini ("Un roman que transcende le temps et l'espace").
Le violoncelliste du titre est un personnage basé sur Vedran Smailović, un membre de l'Orchestre Philharmonique de Sarajevo.

## Argument

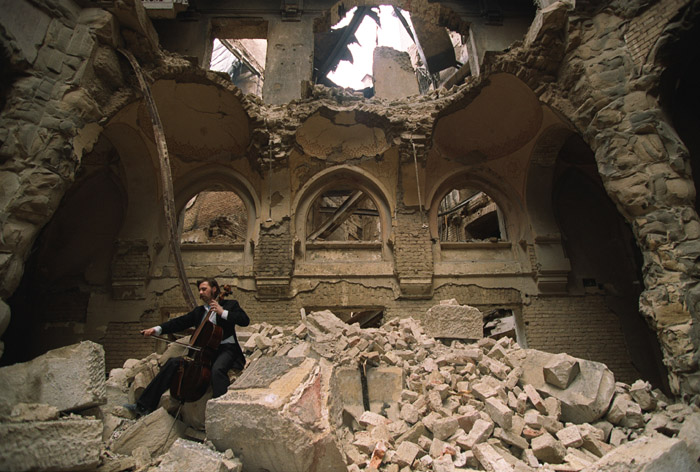
Photographie du violoncelliste Vedran Smailović, qui jouait souvent gratuitement lors de différentes obsèques dans la région, malgré le fait qu'elles étaient souvent des cibles spécifiques des forces serbes. Elle a été prise pendant la guerre de 1992 à Sarajevo, dans la Bibliothèque Nationale partiellement détruite. Photo de Mikhail Evstafiev.

Sarajevo, 1992. Au milieu de la guerre des snipers dans la capitale bosnienne et du siège des Serbes de Bosnie sur la ville olympique, trois personnages tentent de continuer leur vie de la manière la plus proche possible de la normale. Kenan a pour objectif fondamental d’obtenir de l’eau et des vivres dans la ville assiégée pour les partager avec les voisins de son immeuble. Dragan se remémore sa vie tout en évitant la mort à chaque coin de rue dans sa quête de provisions, pensant à sa femme et à son fils, qui ont fui peu avant le début de la guerre. Le troisième personnage est Flèche, nom de guerre d’une tireuse d’élite dont la mission principale est de protéger le violoncelliste, qui jouera pendant 22 soirs l’adagio d’Albinoni en mémoire des 22 personnes tuées par un obus de mortier alors qu’elles faisaient la queue pour obtenir du pain.